# Rova Mizrach
Rova Mizrach (hebrejsky: רובע מזרח , doslova Východní čtvrť) je čtvrť ve východní části Tel Avivu v Izraeli. Jde o jednu ze sedmi částečně samosprávných částí, na které byl Tel Aviv rozdělen (přičemž část území města do tohoto systému nespadá). Ze správního a administrativního hlediska se Tel Aviv rozděluje na devět částí, které se z těmito částečně překrývají. V tomto případě Rova Mizrach tvoří spolu se sousední Rova Darom Mizrach správní čtvrť Rova 9.

## Geografie
Leží v rovinaté, zcela urbanizované krajině nedaleko od pobřeží Středozemního moře v nadmořské výšce do 50 metrů. Na severovýchodě sousedí s městem Giv'atajim a Ramat Gan.

## Popis čtvrti
Na severu je ohraničena ulicí Arvej Nachal, Alijat ha-No'ar, Derech ha-Šalom a Derech Jicchak Rabin. Na západě ulicí takzvanou Ajalonskou dálnicí (Netivej Ajalon), která sestává z úseku dálnice číslo 20. Na východě je hranicí třída Derech ha-Tajasim a Derech ha-Šalom. Čtvrť Rova Mizrach je spíše umělou územní jednotkou vytvořenou pro správní, demografické a statistické účely. Sestává ale z šesti podčástí, které představují autentické a specifické urbanistické celky. Jde o následující čtvrtě:
- Bicaron
- Jad Elijahu
- Nachlat Jicchak
- Ramat ha-Tajasim
- Ramat Jisra'el
- Tel Chajim

Zástavba má smíšený charakter. Jad Elijahu je nejlidnatější čtvrtí města. Rozvíjí se výškové stavby. Zůstává tu ale vysoký podíl veřejné zeleně. Bydlí zde starousedlé rodiny i mladé rodiny s dětmi. K prosinci 2007 zde žilo 33 699 lidí.
Nachází se tu Stadion Jad Elijahu nebo mrakodrap Tel Aviv Towers.